# Delhi (Louisiana)
Delhi is een plaats (town) in de Amerikaanse staat Louisiana, en valt bestuurlijk gezien onder Richland Parish.

## Demografie
Bij de volkstelling in 2000 werd het aantal inwoners vastgesteld op 3066.
In 2006 is het aantal inwoners door het United States Census Bureau geschat op 3038, een daling van 28 (-0.9%).

## Geografie
Volgens het United States Census Bureau beslaat de plaats een oppervlakte van
6,7 km², waarvan 6,5 km² land en 0,2 km² water. Delhi ligt op ongeveer 27 m boven zeeniveau.

## Plaatsen in de nabije omgeving
De onderstaande figuur toont nabijgelegen plaatsen in een straal van 32 km rond Delhi.